# Венгерский 11-й фельдъегерский батальон
Венгерский 11-й фельдъегерский батальон (нем. Ungarisches Feldjägerbataillon Nr. 11) — общевойсковое соединение (батальон) австро-венгерской армии.

## Формирование батальона
Сформирован в 1813 г. в составе 56-й пехотной бригады (нем. Infanteriebrigade) 28-й пехотной дивизии (нем. Infanterie-Truppendivision) 3-го армейского корпуса (нем. Armeekorps).

## Национальный состав
- Немцы — 52 %
- Венгры — 44 %
- Остальные — 4 %

## Дислокация
- Район комплектования: Дьёр
- Гарнизон: Босанска-Градишка

## Известные люди, служившие в батальоне
- Франц Конрад фон Гётцендорф — австро-венгерский генерал-фельдмаршал и начальник генерального штаба австро-венгерских войск времён Первой мировой войны.